# نورت دام دي لا باييكس (كيبك)
نورت دام دي لا باييكس (بالإنجليزية: Notre-Dame-de-la-Paix, Quebec)‏ هي بلدية محلية في كيبيك تقع في كندا في Papineau Regional County Municipality. يقدر عدد سكانها بـ 718 نسمة ومساحتها 107.50 كم2 .